# Mariana Christiansen
Mariana Christiansen (* 16. Januar 1948, Volksrepublik Rumänien) ist eine ehemalige rumänisch-deutsche Trainerin in der Rhythmischen Sportgymnastik.

## Werdegang
Die aus Bukarest stammende Christiansen wurde als Rhythmische Sportgymnastin zehnmal rumänische Meisterin. In den 1970er Jahren arbeitete sie am Stützpunkt für Rhythmische Sportgymnastik in Wattenscheid mit der späteren Bundestrainerin Livia Medilanski zusammen.
1975 wurde Christiansen in Hamburg Verbandstrainerin für Gymnastik. 1980 wurde sie ebenfalls Bundestrainerin. Unter ihrer Leitung erreichte die deutsche Riege bei der Weltmeisterschaft 1981 den fünften und bei der Europameisterschaft 1984 den vierten Platz. Ihr wurde zugeschrieben, die bundesdeutsche Sportgymnastik „an die Weltspitze herangeführt“ zu haben und „eine der engagiertesten Trainerinnen im bundesdeutschen Sport“ gewesen zu sein. Zu den Sportlerinnen, die sie förderte, gehörte auch Regina Weber.
Ende November 1984 gab Christiansen ihren Entschluss bekannt, ihre Stelle in Deutschland aufzugeben, um als Artistikdirektorin am Seneca College im kanadischen Toronto tätig zu werden. Im Juli 1985 kehrte sie nach Hamburg zurück.
Ab 2010 war sie wieder als deutsche Bundestrainerin tätig, diesmal im Nachwuchsbereich. Sie war ebenfalls in Nordrhein-Westfalen Projektleiterin des Perspektivkaders 2008/2012.